# Robert Pitrou (musicographe)
Pour les articles homonymes, voir Robert Pitrou.
Robert Pitrou est un germaniste et musicographe français né le 28 septembre 1879 à Paris et mort le 1er juin 1963 à Bordeaux. 

## Biographie
Robert Constant Pitrou naît le 28 septembre 1879 à Paris (17e arrondissement de Paris),,.
Il étudie à la Sorbonne et passe l'agrégation d'allemand en 1908,.
En 1920, il devient docteur ès lettres,.
Robert Pitrou fait carrière comme professeur à l'Université de Caen puis à celle de Bordeaux, entre 1923 et 1949, et mène en parallèle de nombreux et importants travaux musicographiques,.
Nommé chevalier de la Légion d'honneur en 1927, il est promu officier en 1953.
Il meurt le 1er juin 1963 à Bordeaux,.

## Écrits

### Musique
Robert Pitrou est l'auteur de plusieurs ouvrages sur la musique. Parmi ses écrits figurent notamment, :
- La Vie intérieure de Robert Schumann (Paris, H. Laurens, 1925) (OCLC 490926616) ;
- Franz Schubert, vie intime (Paris, Émile-Paul, 1928) (OCLC 457847754 et 929789229) ;
- La Vie de Mozart (Paris, H. Laurens, 1935) (OCLC 759792249) ;
- Jean-Sébastien Bach (Paris, Albin Michel, 1941) (OCLC 1007163162) ;
- Musiciens romantiques (Paris, Albin Michel, 1946) (OCLC 369642717) ;
- L'Opéra italien au XVIIe siècle (Paris, Larousse, 1950) (OCLC 421916943) ;
- De Gounod à Debussy : une "belle époque" de la musique française (Paris, Albin Michel, 1957) (OCLC 422182670) ;
- Clara Schumann (Paris, Albin Michel, 1961)[4] (OCLC 904791193).

### Autres
- La vie et l'œuvre de Theodor Storm (1817-1888), Alcan, coll. « Bibliothèque de philologie et de littérature moderne », 1920, xxix-812 (OCLC 457847775, BNF 31118937, lire en ligne)
- Rainer Maria Rilke. Les thèmes principaux de son œuvre (Albin Michel, 1938) (OCLC 492434289)

### Articles
- « Autour de Wagner. I. Nietzsche et Wagner », Revue des cours et conférences, no 12,‎ 30 mai 1937, p. 289-305 (OCLC 1040922440, BNF 38720723, lire en ligne)

### Traductions
- Theodor Storm, L'Homme au cheval gris (Delamain, 1927)
- Theodor Storm, Aquis Submersus (Aubier/Montaigne, coll. Bilingue, 1929)
- Theodor Storm, Zur Chronik von Grieshuus  (Aubier/Montaigne, coll. Bilingue, 1954)
- Ernst Bertram (en), Nietzsche, essai de mythologie (Riéder/Alcan, 1932) [« Nietzsche. Versuch einer Mythologie »] 1918.
- Otto Rahn, La Croisade contre le Graal (Delamain, Bouteleau, 1935) [« Kreuzzug gegen den Gral, die Geschichte der Albigenser »], 1933.
- Chez Aubier/Montaigne, coll. Bilingue :
  - Lessing, Nathan le Sage
  - Schiller, Don Carlos
  - Hans et Heinz Kirch ; Renate, Eekenhof.